# Granity
Granity est une petite localité de la région de la West Coast située dans l’ Île du Sud de la Nouvelle-Zélande.

## Situation
Elle est localisée à 28 km au nord-est de la ville de Westport sur le trajet de la route State Highway 67/S H 67 (en). 
La ville de Karamea est située à 68 km plus au nord,.
Coincé entre la Mer de Tasman souvent tempétueuse vers l’ouest et les montagnes raides couvertes de forêt épaisses à l’est, la ville est la plus importante de ce secteur habitée de façon clairsemée de la Nouvelle-Zélande. 
Longtemps connue comme une ville minière de charbon, la population de la ville a nettement décliné depuis que l’industrie charbonnière s’est évanoui.

## Population
La population était de 237 habitants en 2013 lors du recensement de 2013 en Nouvelle-Zélande, en augmentation de 18 résidents par rapport à celui de 2006[réf. nécessaire].
Plusieurs villes des environs, telles que Denniston, sont devenues virtuellement des villes fantômes.

## Toponymie
Le nom de « Granity » fut donné à la ville par les prospecteurs chercheurs d’or, en référence à la grande quantité de granite présent dans ce secteur.

## Éducation
L’école de « Granity School » est une école mixte, assurant tout le primaire, (allant de l’année 1 à 8), avec un taux de décile de 4 et un effectif de 47 élèves.
L’érosion naturelle de la plage (au rythme de 40 cm par an), met en danger le bâtiment de l’école et une stopbank a été construite dans le sol de l’école faisant une protrusion plus loin en dehors jusque dans la plage, qui est jointive avec la propriété.

## Biodiversité
L’espèce très rare et en danger critique d’extinction nommée : une espèce de lézards (en) nommée : Oligosoma infrapunctatum est seulement connue comme étant présente dans une petite étendue de côte anfractueuse au niveau de la ville de Granity.

## Galerie

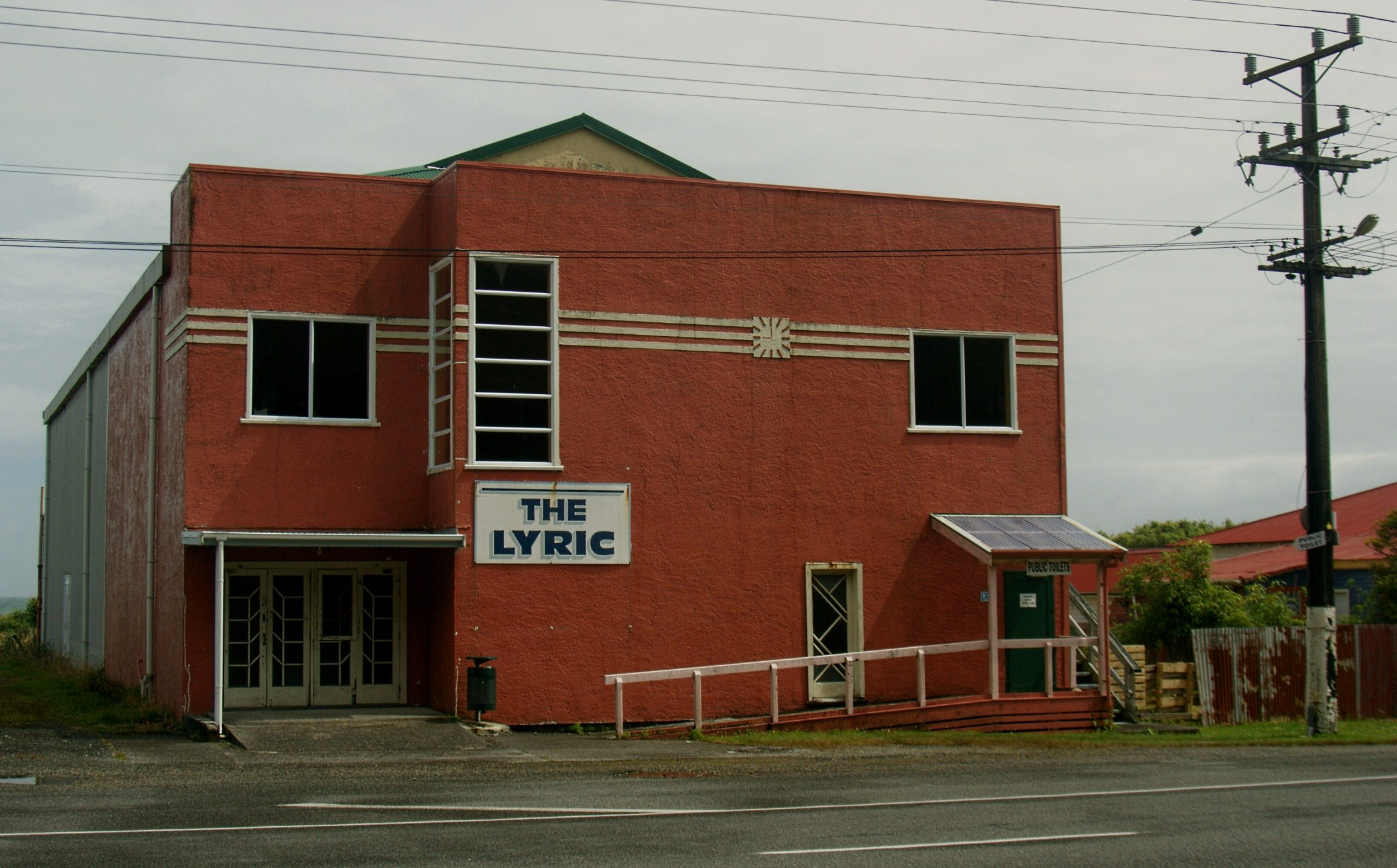
Le Théâtre lyrique de Granity.
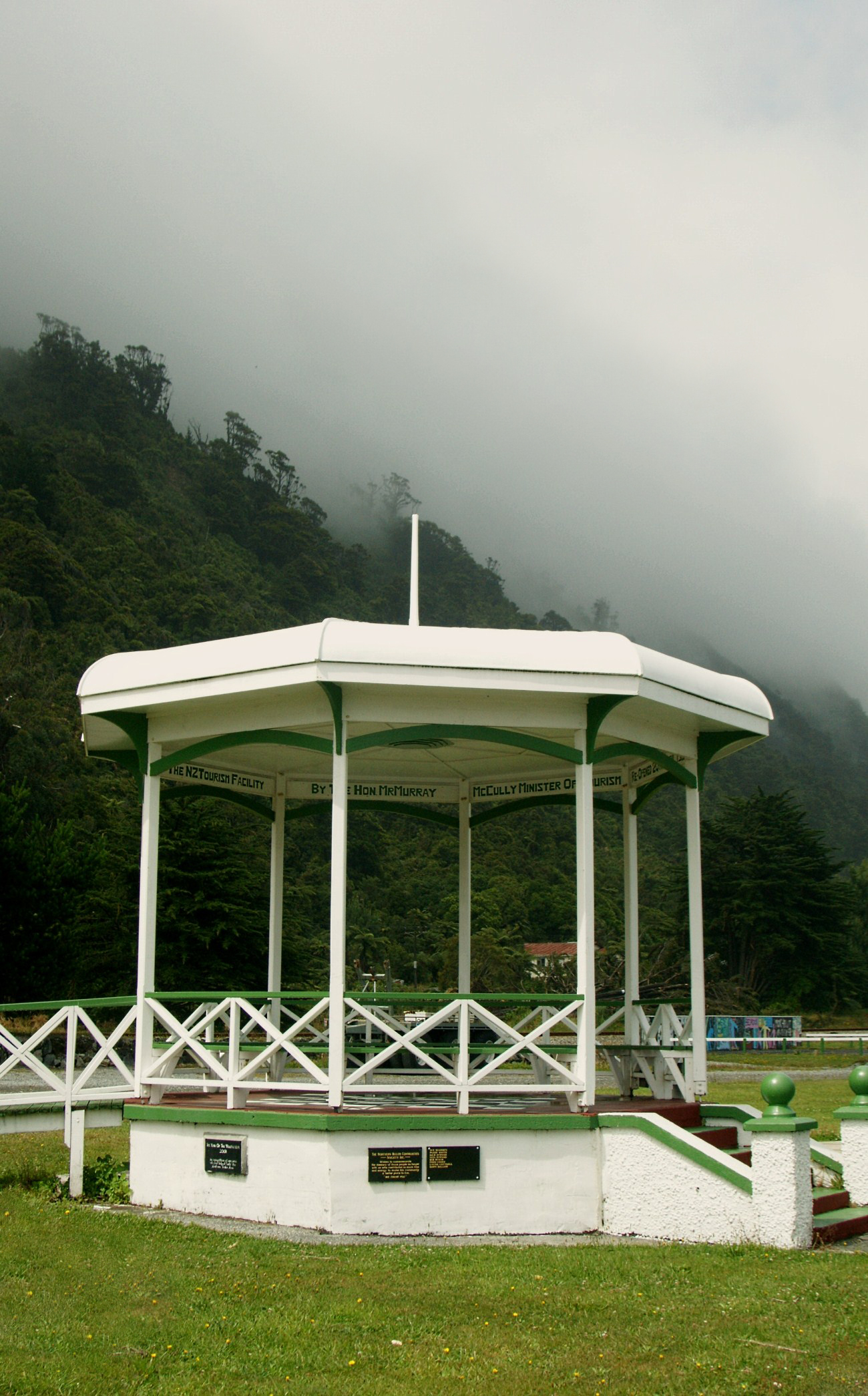
La rotonde de musique
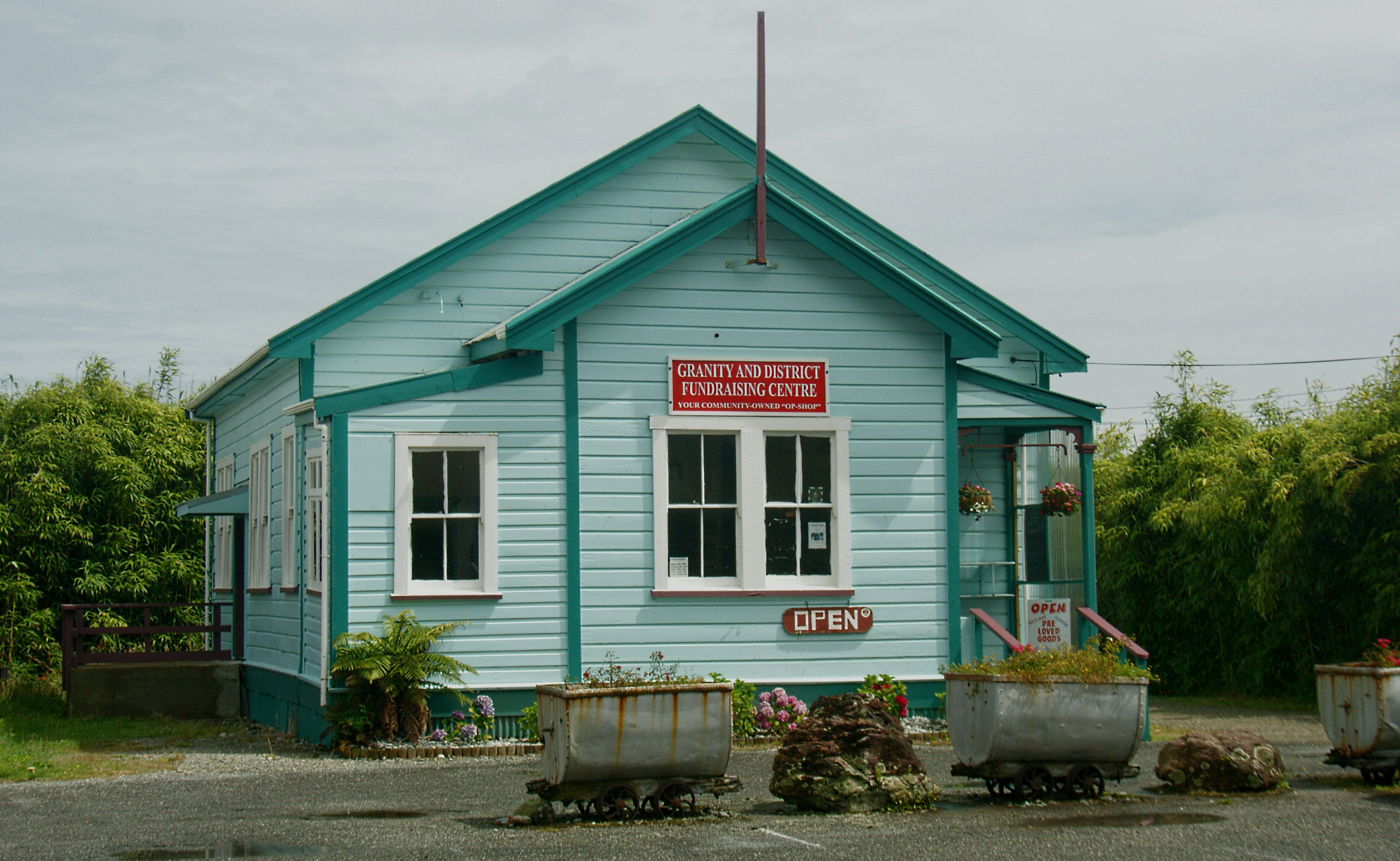
Centre de levée de fonds – Magasin ‘ouvert’ de la communauté"
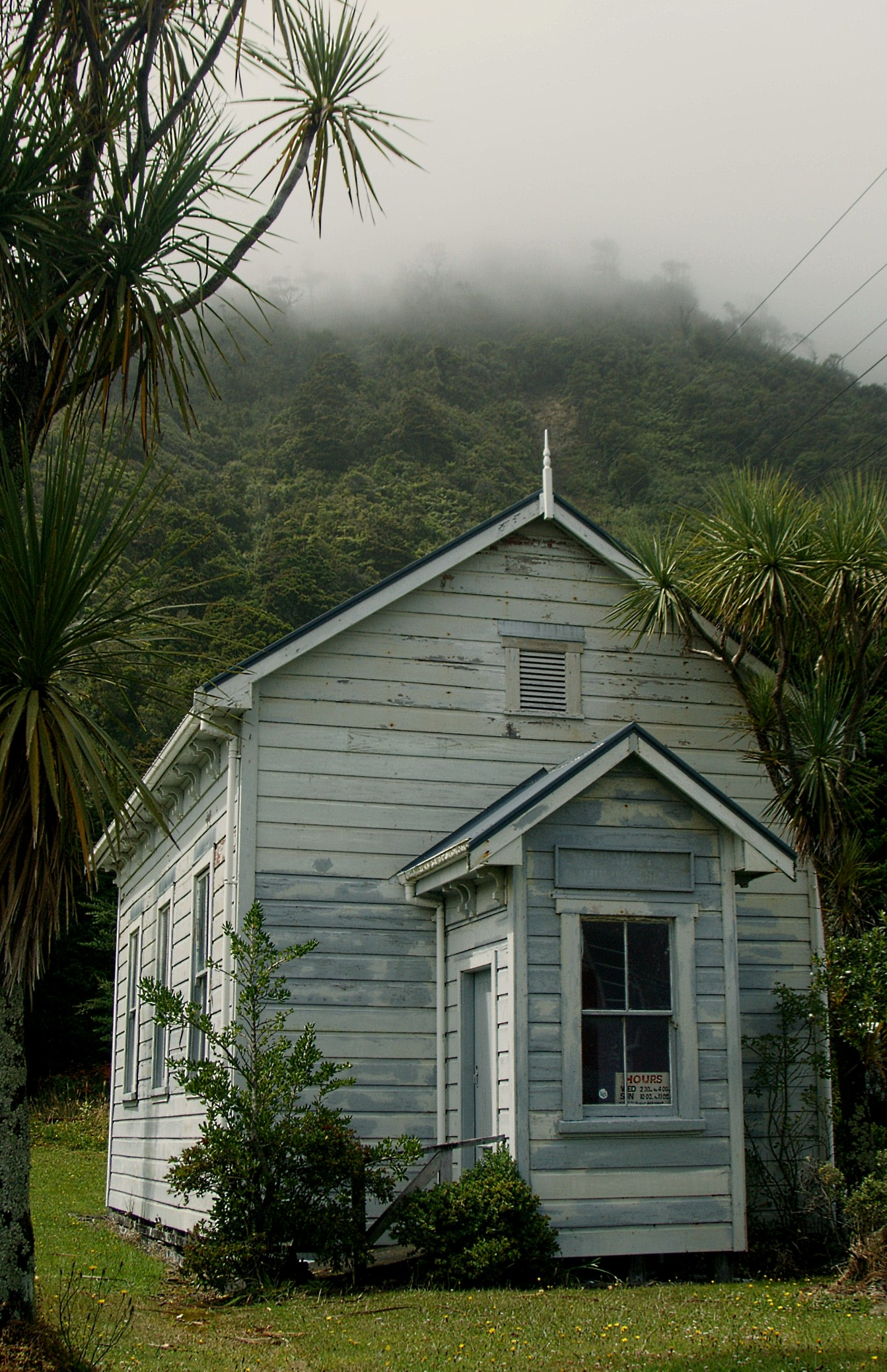
Bibliothèque de la Communauté (vers 1903)